# Sätra
Sätra – dzielnica (stadsdel) Sztokholmu, położona w jego południowej części (Söderort) i wchodząca w skład stadsdelsområde Skärholmen. Graniczy z dzielnicami Bredäng i Skärholmen oraz z gminą Huddinge i przez jezioro Melar z gminą Ekerö.
Według danych opublikowanych przez gminę Sztokholm, 31 grudnia 2020 r. Sätra liczyła 7601 mieszkańców. Powierzchnia dzielnicy wynosi łącznie 3,27 km², z czego wody stanowią 0,48 km².
Sätra jest jedną ze stacji na czerwonej linii (T13) sztokholmskiego metra.